# Разномойська сільська рада
Разномо́йська сільська рада (рос. Разномойский сельский совет) — сільське поселення у складі Тюльганського району Оренбурзької області Росії.
Адміністративний центр — село Разномойка.

## Населення
Населення — 473 особи (2019; 551 в 2010, 708 у 2002).

## Склад
До складу сільської ради входять:
| Населений пункт  | Населення, осіб (2002) | Населення, осіб (2010) |
| ---------------- | ---------------------- | ---------------------- |
| Разномойка, село | 703                    | 551                    |
| Слов'янка, хутір | 5                      | 0                      |